# Mark Ervin
Mark D. Ervin est un réalisateur de télévision américain pour les séries télévisées d'animation. Il est aussi animateur et artiste de storyboard.
Il est principalement connu pour son travail pour Les Simpson et pour Futurama.

## Filmographie

### Réalisateur

#### PourLes Simpson
| Année | Titre                   | Titre original             | Saison | Épisode | Scénariste        |
| ----- | ----------------------- | -------------------------- | ------ | ------- | ----------------- |
| 1998  | Simpsonnerie chantante  | All Singing, All Dancing   | 9      | 11      | Steve O'Donnell   |
| 1999  | Sbartacus               | Wild Barts Can't Be Broken | 10     | 11      | Larry Doyle       |
| 1999  | L'amour ne s'achète pas | Monty Can't Buy Me Love    | 10     | 21      | John Swartzwelder |

#### Autres
- 1999-2002 : Futurama (6 épisodes)

### Animateur
- 1990-2012 : Les Simpson (104 épisodes)
- 1991-1992 : Les Razmoket (12 épisodes)
- 1994 : Profession : critique (1 épisode)
- 1997 : Loose Tooth
- 2007 : Les Simpson, le film

### Artiste de storyboard
- 1993 : Rocko's Modern Life (4 épisodes)
- 1994-2008 : Les Simpson (3 épisodes)
- 2005 : L'Incroyable Histoire de Stewie Griffin